# Barbara Bonney
Barbara Bonney (* 14. April 1956 in Montclair, New Jersey, USA) ist eine US-amerikanische Opernsängerin (Sopran) und Gesangspädagogin. Sie lebt in Salzburg.

## Leben
Barbara Bonney studierte Gesang in Kanada sowie bei Walter Raninger am Mozarteum in Salzburg. Ihr erstes Instrument war das Cello, erst in Salzburg wechselte sie zum Gesang.
1979 wurde sie Ensemblemitglied am Staatstheater Darmstadt, wo sie in ihrer ersten Solorolle als Anna in Die Lustigen Weiber von Windsor auftrat.
Viele weitere Rollen folgten. In den Folgejahren trat sie an der Oper Frankfurt, der Hamburgischen Staatsoper und der Bayerischen Staatsoper in München auf. 1984 stand sie im Royal Opera House Covent Garden als Sophie auf der Bühne. 1985 feierte sie ihr Debüt an der Mailänder Scala als Pamina. Ihre erste Rolle an der Metropolitan Opera in New York war im März 1988 die Najade in Richard Strauss’ Ariadne auf Naxos. Viele weitere Engagements folgten.
Bonney ist bekannt für ihren klaren, „strahlenden“ lyrischen Sopran. Auf der Opernbühne gehören u. a. die Sophie im Rosenkavalier, die Susanna in Le nozze di Figaro und die Pamina in der Zauberflöte zu ihren Paraderollen.
Ihre Diskografie umfasst über 90 Aufnahmen, darunter 15 Solo-CDs.
Einem größeren nicht-klassischen Publikum wurde sie 2001 durch den Soundtrack zu Steven Spielbergs Sciencefiction-Film A.I. – Künstliche Intelligenz (Musik: John Williams) bekannt.
Sie ist Mitglied der Königlich Schwedischen Musikakademie, Gastprofessorin an der Royal Academy of Music in London und unterrichtet seit dem WS2007/2008 als Professorin am Salzburger Mozarteum.
Barbara Bonney war zweimal verheiratet, zunächst mit dem schwedischen Bariton Håkan Hagegård, dann mit dem britischen Barockgeiger und späteren Musikmanager Maurice Whitaker.
Im August 2006 sagte Bonney alle Konzerte ab und trat nicht mehr öffentlich auf. Entgegen ersten Gerüchten über Gesundheitsprobleme erklärte Bonney im Juli 2007 ihre Bühnenabsenz mit der schwierigen Scheidung von Maurice Whitaker, der zugleich ihr Manager gewesen war. Im August 2007 sprang sie beim Rheingau Musik Festival für Thomas Hampson ein und beendete damit ihre Bühnenpause.